# ويليام جورج بروس
ويليام جورج بروس (بالإنجليزية: William George Bruce)‏ هو شخصية أعمال أمريكي، ولد في 17 مارس 1856، وتوفي في 13 أغسطس 1949.